# Śniadanie z Dwójką
Śniadanie z Dwójką – poranny program śniadaniowy Dwójki, emitowany od 6 stycznia 2007 do 23 czerwca 2007 w każdą sobotę.
Program prowadziły m.in. Alicja Resich-Modlińska, Monika Richardson oraz Beata Sadowska.
Był to weekendowy odpowiednik nadawanego w dni powszednie Pytania na śniadanie. Jego formuła była jednak trochę inna. Program nie skupiał się na tematach poradnikowych, a bardziej na szeroko pojętej kulturze. Do studia zapraszani byli artyści związani z filmem oraz muzyką. Stałym elementem programu była także kronika towarzyska.
30 czerwca 2007 roku program zastąpiono sobotnim wydaniem Pytania na śniadanie.